# Metretopodidae
Famille
Metretopodidae est une famille d'insectes appartenant à l'ordre des éphéméroptères.

## Liste des genres
Selon ITIS :
- genre Metretopus Eaton, 1901
- genre Siphloplecton Clemens, 1915